# Travelling Riverside Blues
Travelling Riverside Blues è una canzone blues di Robert Johnson.

## Storia
Il brano venne registrato il 20 giugno 1937 a Dallas, in Texas, durante la sua ultima sessione di registrazione. La canzone rimase inedita fino alla sua inclusione nella compilation di Johnson del 1961 King of the Delta Blues Singers. Una versione alternativa fu registrata lo stesso giorno ma andò perduta fino a quando fu ritrovata e pubblicata nella ristampa del 1998 di King of the Delta Blues Singers.
La canzone è nota anche per la strofa "Ora puoi spremere il mio limone finché il succo non mi scorre lungo la gamba", che fu poi utilizzata dai Led Zeppelin nella loro canzone "The Lemon Song" contenuta nell'album Led Zeppelin II. È probabile che Johnson stesso lo abbia preso da una canzone registrata all'inizio di quello stesso anno (1937) intitolata "She Squeezed My Lemon" Roosevelt Sykes.

## Versione dei Led Zeppelin
Di questo brano esiste una cover dei Led Zeppelin registrata nel 1969 ma pubblicata nel 1990 nella compilation Led Zeppelin.
Il brani fu prodotto da John Walters presso gli studi della BBC nell'Aeolian Hall il 24 giugno 1969 durante il tour britannico del gruppo nell'estate di quell'anno. Venne trasmesso quattro giorni dopo nello show di John Peel con il titolo "Travelling Riverside Blues '69", ripetuto poi l'11 gennaio 1970. 
Nel 1990 fu pubblicato anche un videoclip promozionale con filmati estratti dal concerto della band del 1976, The Song Remains the Same con altri filmati dall'archivio della band. La clip presenta anche riprese del fiume Mississippi.
La canzone raggiunse il numero 7 nella classifica della rivista Billboard Top Rock Tracks Top 50 nel novembre 1990; in Canada raggiunse il numero 57 nella classifica RPM Top 100.